# Cieciszew
Cieciszew – wieś sołecka w Polsce położona w województwie mazowieckim, w powiecie piaseczyńskim, w gminie Konstancin-Jeziorna. 
| SIMC    | Nazwa   | Rodzaj    |
| ------- | ------- | --------- |
| 0003694 | Goździe | część wsi |

## Historia
Cieciszew była to wczesnośredniowieczna osada, założona na półwyspie nad Wisłą, obecnie nad starorzeczem. Nazwa pochodzi od imienia Ciecisz lub Ciecirad. Ukształtowanie terenu oraz okolnica sugerują istnienie w tym miejscu grodu, powyższe potwierdza fakt, iż w roku 1253 stanowiły osadę książęcą, w której wydawano przywileje. Najprawdopodobniej wzniesiony w miejscu przeprawy wiślanej, pierwotnie pełnił funkcję strażniczą i warowną. W roku 1236 w Cieciszewie fundowana parafia i wzniesiony kościół, którego fundamenty znajdują się pod ziemią na terenie wsi.
W roku 1353 własność Stanisława Pierzchały, wówczas już oddalony od rzeki, nad starorzeczem. W wiekach XIV-XVII wieś i parafia wielokrotnie wzmiankowana w źródłach, z racji położenia przy szlaku i kościoła jedna z większych wsi tutejszych dóbr. Własność Cieciszewskich, od XVI wieku we wsi dwór oraz browar nad starorzeczem wiślanym. W 1603 roku uposażeniem kościoła w Cieciszewie dziesięciny z okolicznych wsi. W XVII wieku określana jako Cieciszewo Kościelne, od połowy stulecia własność Wielopolskich. Kościół trzykrotnie odbudowywany po pożarach i zniszczeniach powodziowych oraz podczas wojen szwedzkich. Wskutek powodzi w latach 1710-15 zniszczona część wsi oraz kościół parafialny, przeniesiony i odbudowany w Słomczynie. W roku 1790 zgodnie z odpisem z ksiąg czerskich w Gassach 1 karczma, 20 dymów chłopów pańszczyźnianych (AGAD, Obory teczka 507). W inwentarzu dóbr z tego roku wymienionych z nazwiska 24 gospodarzy (AGAD, Obory teczka 172). Od roku 1806 własność Potulickich, aż do uwłaszczenia. W roku 1827 w 25 domach mieszkały 193 osoby. Podczas pierwszego w Polsce niepodległej Powszechnego Spisu Ludności w 1921 r. 310 mieszkańców i 41 domostw.
W roku 2007 znaleziono na polach Cieciszewa wareski skarb srebrnych siekańców, pokawałkowanych dirhemów pochodzących z mennicy emira Samarkandy, Nasr-ibn-Ahmeda, datowanych na rok 913 do 942. 
Tutaj w latach 1998-2010 kręcone były sceny ze sklepu Karabasza, a później Kleczkowskiej oraz z domu posła Biernackiego w serialu Złotopolscy.
We wsi wytwarzane są tradycyjne sery cieciszewskie, których wytwórcy działają w ramach sieci Dziedzictwo Kulinarne Mazowsze.